# ボラー連邦
ボラー連邦（ボラーれんぽう）は、アニメ『宇宙戦艦ヤマトIII』『宇宙戦艦ヤマト2205 新たなる旅立ち』『ヤマトよ永遠に REBEL3199』に登場する架空の恒星間国家。

## 基本設定
銀河系の一翼、オリオン腕（太陽系）の反対側に広がる広大な星間国家。銀河系中心部に版図を有する新興国家ガルマン・ガミラス帝国との間で銀河系大戦を繰り広げており、『ヤマトIII』での地球はそれに巻き込まれる形で関わることになる。
元々は銀河系の半分以上の領域を支配する恒星間国家であり、多数の植民地惑星や流刑惑星を持ち、オリオン腕方面ではバース星に総督ボローズを派遣して支配、流刑地にしていた。しかし23世紀初頭、銀河系中心部で元ガミラス帝国総統デスラーが主導したガルマン人の解放戦争で、ガルマン・ガミラス帝国が建国されたことで、ボラー連邦はこの領域の支配権を失ったため、全体の支配領域は銀河系の30〜40%ほどになった。
劇中では作品後半クールの敵として活躍し、主にヤマトの移住可能惑星探査の旅を妨害してくる。ボラー連邦側としてはあくまでもガルマン・ガミラス帝国との戦争が主軸であり、地球に対してはガルマン・ガミラス帝国の味方だからという理由で攻撃しているに過ぎず、ヤマトシリーズの敵性国家としては例外的に地球への直接的かつ大々的な侵略は行っていない。
モチーフとなっているのはソビエト連邦。初期案でのイメージは、「原始的野蛮がすっぽりと23世紀の皮フをかぶっているよう」（原文ママ）となっていた。人名はロシア人風、連邦のネーミング、酷寒の本星、ソルジェニーツィンの『収容所群島』を想起させるような酷寒な流刑惑星などの設定となっており、劇中で使用された宮川泰作曲によるボラー連邦のテーマ曲（BGM）にも、ロシア民謡（サウンドトラックのライナーノーツに拠れば「スラブ民謡」）風の曲調が採用されている。
また、『ヤマトIII』は太陽異常から地球人類を救うことがストーリーの主題であり、過去作のように侵略者を撃退することが主目的となっていないため、劇中でボラーの滅亡が描かれることはなかった。『完結編』冒頭にて俗にいう「ナレ死」にされたが、明確な描写も無かったため、数十年後に刊行された小説『宇宙戦艦ヤマト 黎明篇』にて存続していることが描かれた。オリジナルシリーズにおいてガミラス・イスカンダル関係を除き、直接繋がりのない複数の物語に登場している唯一の勢力となっている。

## 国柄
『ヤマトIII』劇中には民間人は一切登場しないため、国風に関しては描写が少なく不明な点が多い。

### 勢力圏
太陽系から見て銀河系の反対側に孤を描くように勢力圏が広がっている。元々は銀河系中心部も勢力圏だったが、劇中時点ではガルマン・ガミラス帝国に奪われている。
本星は地球とは銀河系中心を挟んで正反対に位置する。厚い雲に覆われた酷寒の惑で、都市はドーム状の建物と角ばったビルから成っており、建物には氷が張り付き、一部は完全に氷に覆われている。首相であるベムラーゼはベムラーゼパレスという宮殿にいる。出渕裕が描いたデザインラフ稿では、「首都ラスコー」の名が見られる（ただし、このデザインは実際の映像を見る限り採用はされていない）。
なお、本星を含めたボラーの勢力圏内の宇宙空間は赤紫色となっており、緑色になっているガルマン・ガミラスの星域と差別化されている。
また、『完結編』までのシリーズにおける敵勢力本星で唯一ヤマトが訪れたことがなく、それもあって劇中で本星が戦場となったこともない。

### 民族
肌の色は真っ白で、大半の人物は紅瞳を持つ。なお女性キャラクターは『ヤマトIII』では全く登場しなかったが、小説『宇宙戦艦ヤマト 黎明篇』にてオリガという女性キャラクターが登場した。
初期案では、「雪男のように全身に白い長毛あり。巨漢で手強い」（原文ママ）というイメージだった。また、ベムラーゼ、ボローズ、レバルスなどの初期設定のネーミング（ベムーリン、ボロゾフ、バルスキー）はロシア人風であった。
シリーズ初として奴隷ではない異民族の描写があり、属国である惑星国家バースの民族が登場。異民族であるため、肌の色はボラー人とは異なり、緑色の肌をしている。なお、『ヤマトIII』内でバース星は破壊されてしまい、多くのバース人が犠牲となるが、『黎明篇』にてバース星以外に居住していた合計一千万人ほどの生き残りがいることが語られ、新たな母星となるノヴァース星にて自治政府を築いている。
また、『黎明篇』では多民族国家であることが明言されており、バース人以外の異民族もいることが示唆されている。さらにボラー連邦の民族の中には、ガルマン・ガミラス帝国に与しなかったガルマン人も存在していることが判明。彼らは連邦内でボラー人に次いで人口が多い民族であると同時に、長らく連邦内で迫害対象とされてきた民族であることが語られており、現在は多少軟化したものの今なお名残ともいえる対立構造があるとされる。

### 国家体制
政治体制に関する描写は少ない。作中において登場するボラー連邦の最上位者は、首相のベムラーゼである。「首相」という地位は現実の国家では元首の肩書きではなく、作中世界においても地球連邦の首相は大統領よりも下位の存在であるが、ボラー連邦に関しては首相より上位の存在の有無についての言及はない。『黎明篇』ではベムラーゼが国家元首であると語られているため、地球とは異なり首相がトップである模様。
『黎明篇』では国家体制も幾何か深掘りされている。ボラー連邦には上記のノヴァースや開拓惑星であるブイヌイなど複数の有人惑星があり、中央政府と複数の自治管区政府によって統治されている。中央政府は議会制であるが、様々な派閥が日々政争を繰り返しており一枚岩ではない。ベムラーゼの後任として新たに首相となった人物も、ベムラーゼの方針を引き継ぐことはなく、逆に彼の恐怖政治体制を批判することで支持率を確保しようとしている。
なお、ガルマン・ガミラス帝国では一応宗教らしきものがあるらしい（デスラーが自らを神に擬している）が、ボラー連邦の宗教は不明である。劇中でデスラーはベムラーゼへの挑発として、葬儀をあげるために宗派を教えろと言っているが、ベムラーゼはそれについて回答していない。第13話にてベムラーゼが「宇宙の神はわし一人で十分」と発言しているが、これが本当にベムラーゼを神格化した宗教が存在するのか、それとも単なる比喩表現なのかは不明である。また、かつて強大な科学力をもって銀河系を支配した伝説的な恒星間国家シャルバートの存在に関しても警戒しており、その信者を弾圧しているほか、王女であるルダを捕らえて流刑するという行為をしている。

### 軍事
赤軍風の、物量に物を言わせた力押しの正面攻撃を基本戦術とする。

#### 兵器
宇宙艦艇の塗装は基本的に紫色で、旗艦のみ赤色である。戦艦の形状は、紡錘状とイモムシ状の中間の形態で水色のA、B 2タイプがある。装備されている光線砲には、ボラーチウム100という放射線が含まれており、光弾色は黄緑。砲は平時は艦内に格納されており、戦艦Aタイプなどの板状の無砲身のものと、戦艦Bタイプなどの有砲身のものとがある。固定式の大口径砲は特に「ボラー砲」と呼称されている。
格納式砲塔は使用する時にのみ外部へ展開するが、基本的に左右に旋回できないため、上下方向以外へ発射角度を変えるには艦体ごと傾ける必要がある（そのため正確には「砲塔」と言うより「砲郭」である）。
本国艦隊には、高級幹部専用旗艦や惑星破壊ミサイルを搭載する大型戦艦、ミサイル「スペース・ロック」を装備するデストロイヤー艦などの新鋭艦が配備されている一方、植民星に配備されている艦船の規模は本国艦隊より劣っているような描写がある。なお、演出上の都合もあり、個艦性能の描写に関しては各話ごとにばらつきが見られる（これはボラー艦に限った話でもない）。
メカデザインは主にサブマリンが担当しており、直線を好む板橋克己がデザインしたガルマン・ガミラスのメカとは対照的な曲線を主体としたメカが多い。しかし、ガルマン・ガミラスのメカデザインが一段落して以降ボラー側のメカも板橋が担当したため、シリーズ後半から登場したメカは直線主体のものが多くなっている。

#### 軍人
連邦軍の標準軍服は灰色を基調としており、両肩を膨らませたパフスリーブが特徴となっている。兵士と士官は上下つなぎでブーツと長手袋を着用し、上級将校は短手袋になり緋のマントが付く。襟の色は統一されていない様で、バース星警備隊長のレバルスとハーキンス中将が非常に酷似した赤地、黄一本線付、黄縁Ｖ字型詰襟を着用している。また、バース星艦隊などといった保護国の軍隊は独自の制服を着用している。

## 劇中での描写
宇宙戦艦ヤマトIII
序盤は属国であるバース軍のみが登場し、ボラー連邦本体はまったく登場しなかったが、第1話の時点で「バース星艦隊（ボラー連邦系）」というテロップが入っている。1クール目はガルマン・ガミラス帝国がメインの敵として登場しており、ボラー軍はそれに対するやられ役として描かれていた。
バース星の艦隊がガルマン・ガミラス帝国東部方面軍第18機甲師団艦隊と交戦するも敗北を重ねることになる。最終的に太陽系に流れ着いた旗艦ラジェンドラ号はヤマトと邂逅。人道的観点から支援を受け、直後に現れたガルマン・ガミラス艦隊相手に共に戦う。このように、序盤のボラーは味方勢力であるかのような描写となっている。
しかし、第12話にてヤマトがバース星に立ち寄った際、地球側にもボラーの存在が知られることになる。ラジェンドラ号の一件もあり、当初は両者とも友好的な関係を築こうとしていたが、反乱を起こしたシャルバート信者の処遇に関しての対立と、ベムラーゼが地球を属国として扱ったことに古代進が反発したことにより、両者の関係は悪化して敵対することになる。第15話 - 第18話でガルマン・ガミラス帝国とヤマトが一応の和解を果たしたため、この時期を境にヤマトから見た敵味方が逆転する格好となった。
第22話において、惑星ファンタムに流刑していたシャルバート星の王女ルダがヤマトに乗り込んだと知ると、その身柄を確保するために艦隊を派遣。しかし出撃したハーキンス艦隊・バルコム艦隊のいずれも壊滅し、最終的にゴルサコフ艦隊がヤマトを追尾して辿り着いたシャルバート星の占領を企むも、デスラー艦隊によって防がれる。
最終話ではベムラーゼ自ら機動要塞を以て出陣し、デスラーを誘い出すという目論見の下、太陽系に置いてヤマトを襲撃する。デスラーを誘き出すこと自体には成功し、その艦隊をほぼ壊滅へと追いやるも、ヤマト艦載機（揚羽武）が要塞に特攻し、その隙に発射されたデスラー艦のハイパーデスラー砲によってベムラーゼもろとも要塞は葬られた。その直後、ヤマトが暴走する太陽の制御を成功させて地球を救い、物語が締めくくられるため、ガルマン・ガミラスとボラーの銀河系大戦の顛末は描かれずに終了する。
宇宙戦艦ヤマト 完結編
登場こそしないが、銀河系全土に発生した「銀河交叉」（異次元に存在する別の銀河系が次元の境界を破って出現し、我々の銀河系と衝突した原因不明の災害。名称は『黎明篇』が初出。）によってボラー連邦も壊滅的打撃を受けたとのナレーションがある。上記の太陽系会戦でベムラーゼ首相は死亡したものの、国家としては存続していたことがうかがえる。
宇宙戦艦ヤマト 黎明篇
『宇宙戦艦ヤマト 復活篇』には登場しなかったが、その前日談となる小説『宇宙戦艦ヤマト 黎明篇』にて、『完結編』後の動向が描かれている。
5年前の西暦2215年を描いた第1部「アクエリアス・アルゴリズム」では、銀河交叉の影響で戦争状態ではなくなったため、ガルマン・ガミラス帝国と休戦協定を締結し、復興に注力していることが語られる。物語自体にはほぼ絡まないが、劇中での事件の後日談にてボラーの高官がガルマン・ガミラスの高官とともに地球の式典に出席している。
3年前の西暦2217年を描いた第2部「マリグナント・メモリー」では本格的に登場。銀河交叉の被害から立ち直りつつあるが、先述した通り政治体制は一枚岩ではなく、ガルマン・ガミラス帝国への姿勢も強硬派と融和派に議会は分かれている。地球連邦とは仮想敵国のような関係であり、古代たちの銀河難民救助隊の活動も容認はされているが、機密保持などの都合からボラー側のインフラを使用することはできない。
復興が進むことで再び銀河系での影響力を高めてきているが、本作の黒幕が自らの目的の障害となりうるボラーの再台頭を忌避し、気勢を削ごうと謀略を巡らせる。その謀略は古代たちの活躍によりある程度は防がれたが、結果としては複数の有人惑星と多数の艦隊戦力を失うという少なくない被害を出す。その後、融和派がボラーの政治の主導権を握り、内向きの政策が主流になることで、ボラーとの衝突を回避するという黒幕の目的は達成されることとなった。

## 主要人物

### 宇宙戦艦ヤマトIIIに登場
- ベムラーゼ - 連邦首相
- ゴルサコフ - 総参謀長
- バルコム - 本国第1主力艦隊司令官
- ハーキンス - 第8親衛打撃艦隊司令官

#### 保護国バース星
- ボローズ - 総督
- レバルス - 警備隊長
- ラム - 宇宙艦隊旗艦〈ラジェンドラ号〉艦長

### 宇宙戦艦ヤマト 黎明篇に登場
- ロジェストフ - ボラー軍の元帥。ボラー人。
- キニスキー - ノヴァース星の自治政府の知事。バース人。
- オリガ - ブイヌイ星の開拓自治委員会の委員長。ボラー人。
- ヤーノシュ - ブイヌイ星に送られた難民の代表。ガルマン人。

## 所有メカ

### 艦艇

#### 戦艦
- 戦艦Aタイプ
- 戦艦Bタイプ
- ゴルサコフ艦
- バルコム艦
- ハーキンス艦
- ベムラーゼ艦
- ラジェンドラ号

#### 空母
- 大型空母
- 戦闘空母

#### その他
- デストロイヤー艦
- 囚人輸送船

### 宇宙要塞
- 機動要塞
- 中間基地

### 航空機・宇宙艇
- 中型戦闘機
- 小型戦闘機
- ベムラーゼ連絡艇
- 上陸用舟艇

### 陸上兵器・地上部隊
- ミサイル戦闘車
- ボラー降下兵部隊

### その他兵器・関連技術
- ブラックホール砲
- 惑星破壊ミサイル
- ワープミサイル

## リメイクアニメ
『宇宙戦艦ヤマト 新たなる旅立ち』以降の要素を盛り込んだリメイクアニメ『宇宙戦艦ヤマト2205 新たなる旅立ち』およびその続編『ヤマトよ永遠に REBEL3199』に登場。
「銀河系に版図を有する強大な星間国家」「ガルマン星を支配していたが、デスラー率いるガミラス軍によって放逐された」という基本設定は旧作と同様だが、「ボラー連邦永久管理機構」という組織が存在しているなどの新規設定もある。
また、セリフとしての登場は『3199』第三章現在のところ無いが、ガミラス語やガトランティス語と同様に独自の言語の設定が構築されており、艦船名や一部の用語にはボラー語での名前も設定されている（例えば陽電子砲はボラー語では「アンネ・ランティル」（意味は「光の砲」）となる）。

### 国柄（リメイクアニメ）
元々は帝政の国家だったが、革命闘争により連邦制へと移行する。帝政時代も含めると非常に長い歴史を有している。「ボラー連邦永久管理機構」という組織が存在しており、詳細はまだ不明だがガルマン星の統治や兵器開発計画の立案などを手掛けている。
勢力圏は旧作とはやや異なり、銀河系中心部も含んでいる。
民族に関しては、『3199』第三章現在時点で登場している人物は原典と異なり緑色の肌をしているが、彼らが旧作でのボラー人に相当するのか、バース人のような別民族なのかは不明。また、ダーリヤという女性キャラクターは地球人に近い肌色をしているが、他の女性キャラクターが未登場のため人種違いなのか性差なのか『3199』第三章時点では不明。
軍事・技術力に関しては、長い歴史に基づく円熟した技術を有しており、例えばクロトガ型標準戦艦はその確かな基礎設計により、半世紀以上前に開発されたにも拘わらず現在も主力艦として建造が続いている。ボラー艦の主機関である「コグダール機関」（ボラー語で「コグダール・アニャースル」、意味は「次元展開機関」）は、地球の波動エンジンやガミラスのゲシュ＝タム機関といったイスカンダルを源流とする次元波動機関と原理的には同種のものとなっている。また、波動砲やデスラー砲に相当する兵器も有しており、「ボラー砲」（ボラー語で「アブロ・ランティル」、意味は「偉大なる勝利の砲」）として多数の艦に装備されている。

### 劇中での描写（リメイクアニメ）
「宇宙戦艦ヤマト」という時代 西暦2202年の選択
ボラーの名前は出てこないが、第一次内惑星戦争時に火星側が開発した戦闘艦が過去に火星へ漂着した異星文明の宇宙船を技術的ルーツにしているという設定が語られる（劇中では「証拠が抹消されているため真偽不明」という体裁を取っているが）。
この異星船がボラー連邦の戦闘艦であり、火星艦およびその設計コンセプトを真似た地球艦がボラー連邦の艦をルーツとしていることが示唆されている。
宇宙戦艦ヤマト2205 新たなる旅立ち
第1話の冒頭に登場。『ヤマトIII』第16話で回想として描かれていたガルマン星解放のエピソードを前倒した形となる。
ガルマン星を半世紀にわたって支配しており、土地はおろか現住民であるガルマン人すら「資源」として扱っていた。ガルマン人には少しでも抵抗すれば即座に毒殺できる機能を持った首輪を着用させ、ガルマン星の文化・宗教は徹底的に破壊するなど残酷な所業を繰り返しており、その結果ガルマン人の総人口は劇中時点で5000万人未満にまで減っていた。
やがてガルマン星を発見したアベルト・デスラーから交渉を持ちかけられ、ボラーの発展への貢献を見返りに星の譲渡を求められるが、ボラー側はガミラスもガルマンと同じ立場に貶めようとしたため、交渉決裂を見たガミラス側は武力をもってガルマン星を制圧し、ボラーは支配権を失うこととなる。しかし、ボラーがこのまま黙って引き下がるはずがないとガミラスは考えており、両国間には緊張状態が続いている。
ヤマトよ永遠に REBEL3199
ガルマン星へ幾度となく侵攻を行う同時に、ガミラスの同盟国である地球に対しても小規模艦隊で領海侵犯を繰り返すという形で干渉を行っており、ガルマン・ガミラスの建国宣言以降は特に回数が増えている。2207年10月に地球領海内に侵入したデザリアムのグランドリバースが放った光をボローズが「ウラリアの光」と断じ、最高管理委員長ベムラーゼに報告。真相究明のため、それまでの倍以上の艦艇を投入して太陽系への進軍を開始するが、戦艦グロデーズ率いるデザリアム艦隊の返り討ちに遭う。

### 主要人物（リメイクアニメ）
- ベルム・フォン・ベムラーゼ - 最高管理委員長。連邦の最高権力者。
- リュドミ・ダーリヤ - 一等書記官。ベムラーゼの副官。
- ヴィルキ・ボローズ - 『2205』ではガルマン星総督。『3199』では辺境巡視艦隊584政治将校。
- チェフ・レバルス - ボローズの秘書官
- ジェルバ・グダン - 辺境巡視艦隊584旗艦「ラブロコフ」艦長

### 所有メカ（リメイクアニメ）
『2205』では詳細な設定がまだ公表されておらず、戦闘艦も正式な艦級名はなく「現段階では名称不明」などと解説されていたが、『3199』で公表された。
下記の戦闘艦3種のほか、連装砲を備えた戦車、旧作におけるミサイル戦闘車、アサルトライフル風の小銃などが登場している。
- ガノンダ型航宙母艦
- クロトガ型標準戦艦
- アマンガ型ミサイル戦艦

### その他
上記の通り、『3199』でボラー語が設定されている。文法や単語、それに付随する文化的背景などの設定は皆川ゆかが担当し、文字デザインはガミラス語と同じく佐山善則が担当している。
皆川曰く、設定構築には漢文の知識が役立っているとのこと。また、設定を構築するうえで余裕を持たせるため、長い歴史や多数の国家を併呑してきた背景など理由とした「揺らぎ」（いわゆる方言や古語など）が存在すると設定されている。
文字
日本語の五十音に対応している。ハングルの形態を参考に母音と子音の合わせることで五十音を構築しており、文字そのものは直線と円というシンプルな図形をデジタル数字のように組み合わせる形で表現されている。
単語
語根の組み合わせで単語を構築する形を取っている。これは設定を制作するうえでの拡張性を良くする意図もある。
例として「次元展開」を意味する「コグダール」はコグ＋ダル＋［ラ］＋イル（次元＋手のひら＋〜を使う＋〜という状態）という語根の組み合わせとなっている。
表記方式
右横書きと縦書きに対応している。文章はクロスワードパズルのような独特の書き方となっているが、これは公文書などで使用される「教導書字」とされ、それとは別に可読性を優先して右横書きに絞った「人民書字」という表記法もあり、劇中ではそちらの方が多く描写されている。